# Christoph August Tiedge
Christoph August Tiedge (né le 14 décembre 1752 à Gardelegen, mort le 8 mars 1841 à Dresde) est un poète saxon.

## Biographie
Il est le fils aîné du recteur de Gardelegen et de son épouse. Il étudie le droit à Halle et devient précepteur en 1781.
En 1788, il vient à Halberstadt où il est le secrétaire du chanoine quatre ans plus tard. Après sa mort, Tiedge déménage avec sa famille près de Quedlinbourg. Après la mort de sa femme en 1797, il vit entre Halle et Berlin puis accompagne de 1805 à 1808 Elisa von der Recke dans ses voyages en Allemagne, en Suisse et en Italie. En 1819, il devient son amant à Dresde.
Après la mort de la poétesse en 1833, Tiedge reste inconsolable, habitant leur appartement sans rien toucher à l'intérieur puis est entretenu par la famille Pappermann qui soutenait Von der Recke. Il se rend souvent dans un cercle d'amis où il oublie son deuil.
À la suite d'un accident à l'été 1838, sa condition physique et mentale s'est considérablement détériorée. Après un voyage à Karlovy Vary en 1840, elle s'améliore. Tiedge meurt dans la nuit du 8 mars 1841, quelques jours après un léger malaise.
L'œuvre de Tiedge a un succès éphémère dans l'ombre de poètes tels que Johann Wilhelm Ludwig Gleim. Seul son recueil Urania se fait remarquer pour sa conception kantienne.
En 1804, Ludwig van Beethoven met en musique le poème An die Hoffnung (op. 32) qu'il retravaillera en 1813 (op. 94). Il adapte aussi Das Glück der Freundschaft (op. 88, 1803) et Air cosaque (WoO 158a Nr. 16, 1816). Beethoven et Tiedge se rencontrent à l'été 1811 à Teplice. Par la suite, ils entretiennent une correspondance.